# Museo diocesano di Capua
Il Museo diocesano di Capua è un museo diocesano con sede presso il Duomo di Capua e altri locali di proprietà dell'Arcidiocesi di Capua.
Ufficialmente istituito nel 1992 all'interno della Cappella del Corpo di Cristo dal monsignor Luigi Diligenza, esso raccoglie diverse testimonianze e manufatti sacri della vita della città di Capua e della sua Arcidiocesi raccolti in circa due millenni. Attualmente il museo si sviluppa su tre livelli: quello della Cappella del Corpo di Cristo e quello della sottostante cripta di Santo Stefano presso la Cattedrale, mentre un distaccamento attualmente chiuso si trova presso il poco lontano ex monastero di San Gabriello, attiguo alla Chiesa di Santa Placida.

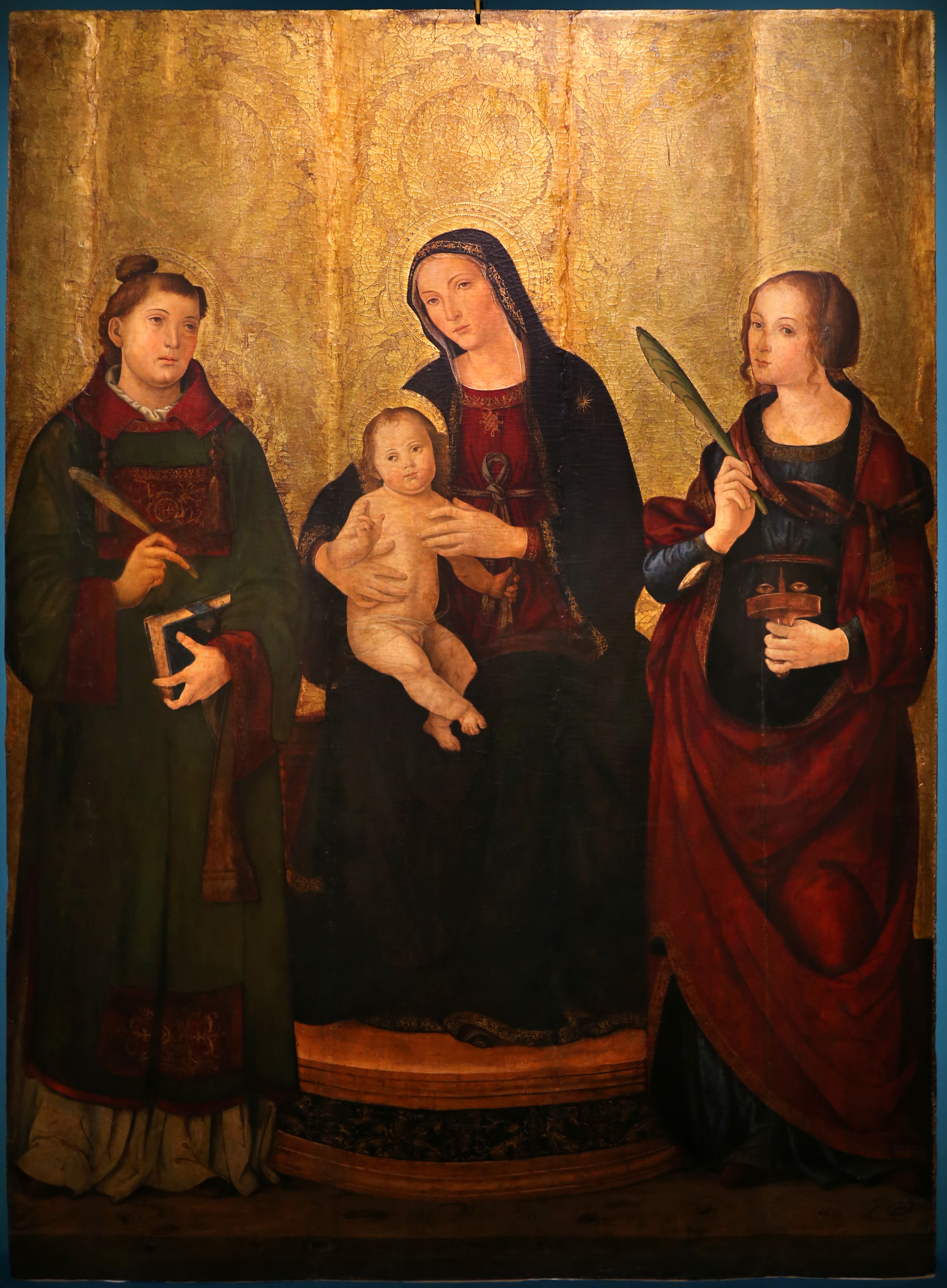
Madonna col Bambino tra i santi Stefano e Lucia di Antoniazzo Romano

## Storia
Il museo nasce nell'ottica di recupero delle antichità che ha caratterizzato il fermento culturale di Capua nella seconda metà del XIX secolo. Tra il 1854 e il 1859 il cardinale Giuseppe Cosenza, durante i lavori di ristrutturazione della Cattedrale, iniziò la raccolta dei frammenti delle lapidi dispersi nel cortile del giardino e dell'episcopio. Attraverso la sistematica organizzazione delle antichità operata dal canonico Gabriele Jannelli, gli oggetti attualmente in mostra furono catalogati e descritti, ma nessuna sistemazione stabile che li valorizzasse fu trovata.
La sua fondazione al principio degli anni novanta del XX secolo, solennizzata nel 1992 in occasione della visita di Papa Giovanni Paolo II, è stata possibile grazie alla ferma volontà dell'Arcivescovo Diligenza e poi del Soprintendente Jacobitti. La determinazione a raccogliere e sistemare, rendendole fruibili, tutte le testimonianze artistiche della Capua Sacra, ha condotto pochi anni dopo all'apertura di una nuova sezione nel vicino monastero carmelitano di San Gabriello, dove furono sistemati i manufatti di grandi dimensioni.

## La Collezione
L'intento del museo è quello di conservare al suo interno i materiali sottatti alle cappelle laterali della Cattedrale, semi distrutta dai bombardamenti del 1943, e alle numerose chiese cittadine chiuse al culto perché dissestate dal Terremoto dell'Irpinia del 1980.
Nel primo livello del Museo Diocesano sono conservati diversi dipinti di particolare importanza che vanno dal XIV al XVIII secolo, tra cui una Madonna con Gesù Bambino tra santo Stefano e santa Lucia di Antoniazzo Romano, alcuni capitelli databili dal X al XIII secolo, un frammento di lastra sepolcrale con testa di guerriero della prima metà del XIV secolo, stemmi episcopali e di nobili casate oltre a diversi arredi sacri.
Nel secondo livello sono esposte alcune opere in marmo tra cui spiccano delle urne cinerarie datate tra il I e il III secolo.
Per ragioni cautelative non sono stati esposti alcuni manufatti preziosissimi come le coperte dell'Evangelario di Alfano, l'Exultet, rotolo membranaceo, e la rosa d'oro (dono di Papa Benedetto XIII all'Arcidiocesi), è invece possibile trovare all'interno collezioni di argenti, paramenti sacri, dipinti, manufatti lapidei e frammenti di pavimento maiolicato tutti provenienti dalla cattedrale di Capua, oggetti di grande valore, insieme a stemmi ed iscrizioni che un tempo ornavano le cappelle della cattedrale e che gli eventi bellici del 1943 rovinarono insieme con essa.